# Tre kvart från nu
Tre kvart från nu utkom i Sverige 1993 och är en samlingsskiva av Anni-Frid Lyngstad.

## Låtlista
1. Tre kvart från nu - 1971
2. En ledig dag - 1967
3. Peter kom tillbaka  - 1967
4. Sen dess har jag inte sett ‘en - 1971
5. Suzanne - 1971
6. Jag är beredd - 1971
7. Telegram till fullmånen - 1971
8. Barnen sover - 1971
9. En ton av tystnad  - 1971
10. Du betonar kärlek lite fel  - 1969
11. Härlig är vår jord - 1969
12. En liten sång om kärlek  - 1971
13. Räkna de lyckliga stunderna blott - 1969